# Kontrakt warszawski
Kontrakt warszawski – w sporcie żużlowym termin określający specjalny rodzaj kontraktów zawodniczych.
Oznacza on, że zawodnik jest związany z klubem, ale nie ma zagwarantowanych ani startów, ani wynagrodzenia. Takie umowy podpisuje się, aby żużlowiec, który nie może znaleźć nigdzie zatrudnienia, nie tracił licencji zawodniczej. Po podpisaniu takiej umowy zawodnik najczęściej liczy na wypożyczenie do innej drużyny. Ten rodzaj umowy nie przekreśla możliwości podpisania przez zawodnika pełnej umowy z klubem.